# حبيب دراوة
حبيب دراوة (1914 - 29 أكتوبر 2008)، كان لاعب كرة قدم جزائري محترف لعب كلاعب خط وسط. وكان أيضًا مديرًا.

## مسيرته الرياضية
ولد حبيب في المدينة الجديدة في مدينة وهران عام 1914. انضم وهو صغير إلى اتحاد وهران الذي كان آنذاك أكبر نادي إسلامي جزائري، حيث حضر جميع الدروس. لعب أول مباراة له مع الفريق الأول في سن العشرين عام 1934. وفي عام 1937 انضم إلى نادي لوهافر وبقي في فرنسا حتى عام 1945 ونهاية الحرب العالمية الثانية. في عام 1945، انضم إلى الترجي التونسي ثم انتقل إلى النادي الرياضي لحمام الأنف حيث فاز بكأسين تونسيين في عامي 1951 و1954. توقفت مسيرته الكروية في عام 1950 بعد فوزه بلقبين للبطولة التونسية في عام 1957 و1960 مع الملعب التونسي.
في عام 1957، شارك في تأسيس فريق كرة القدم لجيش التحرير الوطني الجزائري (فريق كرة القدم ALN) والذي أدى بعد عام إلى إنشاء فريق جبهة التحرير الوطني لكرة القدم، ونظم جولات للفريق بما في ذلك زيارات إلى دول مثل سوريا والعراق والأردن.
شغل منصب المدير الفني للمنتخب الوطني التونسي من 1957 إلى 1960. وتقديرا لمساهماته في كرة القدم التونسية، تم تكريمه ب"الميدالية الفضية" من قبل كل من الاتحاد التونسي لكرة القدم ووزارة الرياضة التونسية في عام 1960. بعد استقلال الجزائر عام 1962، عاد إلى وطنه وتولى تدريب ناديين بارزين في مدينة وهران: مولودية وهران وجمعية وهران طوال الستينيات والسبعينيات والثمانينيات.

## المشوار الكروي

### لاعب
- 1934 - 1937 :  الجزائر - اتحاد وهران
- 1937 - 1945 :  فرنسا - نادي لوهافر
- 1945 - 1946 :  تونس - الترجي الرياضي التونسي
- 1946 - 1950 :  تونس - نادي الملعب التونسي

### مدرب
- 1945-1946 :  تونس - الترجي الرياضي التونسي
- 1946-1951 :  تونس - نادي الملعب التونسي
- 1951-1957 :  تونس - النادي الرياضي لحمام الأنف
- 1957-1957 :  الجزائر - (هواة)
- 1957-1960 :  تونس - (DTN)
- 1963-1964 :  الجزائر - مولودية وهران (كرة القدم)
- 1970-1971 :  الجزائر - جمعية وهران
- 1983-1984 :  الجزائر - مولودية وهران (كرة القدم)